# Список высших учебных заведений Северной Осетии
В список высших учебных заведений Северной Осетии включены образовательные учреждения высшего и высшего профессионального образования, находящиеся на территории Республики Северная Осетия — Алания и участвовавшие в мониторинге Министерства образования и науки Российской Федерации 2022 года. Этим критериям в Северной Осетии соответствуют 6 вузов и 1 филиала.
Филиалы вузов, головные организации которых находятся в иных субъектах федерации, сгруппированы в отдельном списке. Порядок следования элементов списка — алфавитный.
Вузы, лицензия которых не действует на 2 мая 2024 года, отмечены цветом.

## Список высших образовательных учреждений
| Название                                                                       | Категория         | Год основания | Месторасположение | Число студентов |
| ------------------------------------------------------------------------------ | ----------------- | ------------- | ----------------- | --------------- |
| Владикавказский институт моды (был присоединен в ВИУ)                          | негосударственный | 1997          | Владикавказ       | 90              |
| Владикавказский институт управления                                            | негосударственный | 1996          | Владикавказ       | 659             |
| Владикавказский институт экономики, управления и права (был присоединен в ВИУ) | негосударственный | 1996          | Владикавказ       | 266             |
| Горский государственный аграрный университет                                   | государственный   | 1918          | Владикавказ       | 6812            |
| Северо-Кавказский горно-металлургический институт                              | государственный   | 1931          | Владикавказ       | 6690            |
| Северо-Осетинская государственная медицинская академия                         | государственный   | 1939          | Владикавказ       | 2236            |
| Северо-Осетинский государственный педагогический институт                      | государственный   | 2001          | Владикавказ       | 1933            |
| Северо-Осетинский государственный университет имени К. Л. Хетагурова           | государственный   | 1920          | Владикавказ       | 6005            |

## Список филиалов высших образовательных учреждений
| Название                                                | Категория         | Год основания | Месторасположение | Месторасположение головной организации | Число студентов |
| ------------------------------------------------------- | ----------------- | ------------- | ----------------- | -------------------------------------- | --------------- |
| Владикавказский филиал Финансового университета         | государственный   | 1930          | Владикавказ       | Москва                                 | 807             |
| Моздокский филиал Московской академии экономики и права | негосударственный | 1996          | Моздок            | Москва                                 | 1314            |